# Amban

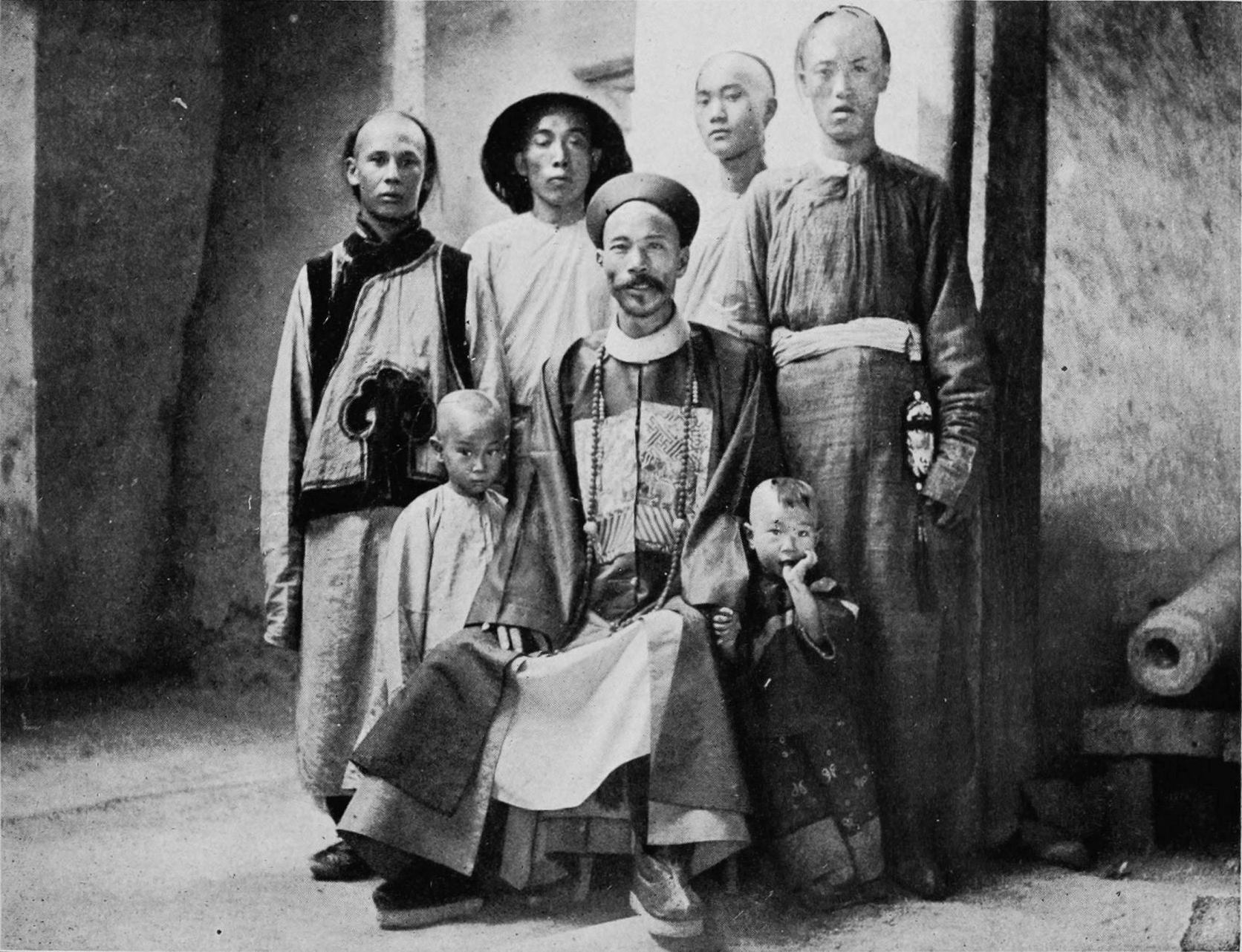
T'ang Ta-Jên, Amban militar de Khotan, con sus hijos y asistentes

Amban (en manchú y mongol: , en plural: ambasa) es una palabra en idioma manchú que significa ministro y que se usaba en la China imperial para designar al representante del emperador de la dinastía Qing, que habitaba en el territorio de un Estado tributario o de una dependencia, actuando de manera similar a un gobernador residente en un protectorado.
Los ambasa fueron enviados por la dinastía Qing hacia el Tíbet, Mongolia, y Turquestán Oriental, comprendiendo parte del actual Sinkiang, en tanto formalmente se trataba de territorios dotados de gran autonomía interna y donde los emperadores chinos no ejercían gobierno directo sino mediante representantes.
En 1793 el emperador Qianlong cambió el procedimiento de selección del dalái lama y los tibetanos hubieron de convencer al amban de que ellos habían acatado esta disposición. En 1904, cuando los británicos trataron de forzar al Tíbet a firmar un tratado de comercio, el amban se declaró incapaz de negociar por los tibetanos una cuota, hecho que puso en duda el grado de control que China ejercía sobre el Tíbet.
La representación y autoridad de los ambasa continúa siendo debatida por el gobierno chino y los partidarios de la independencia tibetana, con la intención de respaldar sus pretensiones en conflicto sobre el estatus del Tíbet.